# Johann Gottfried von Diesseldorf

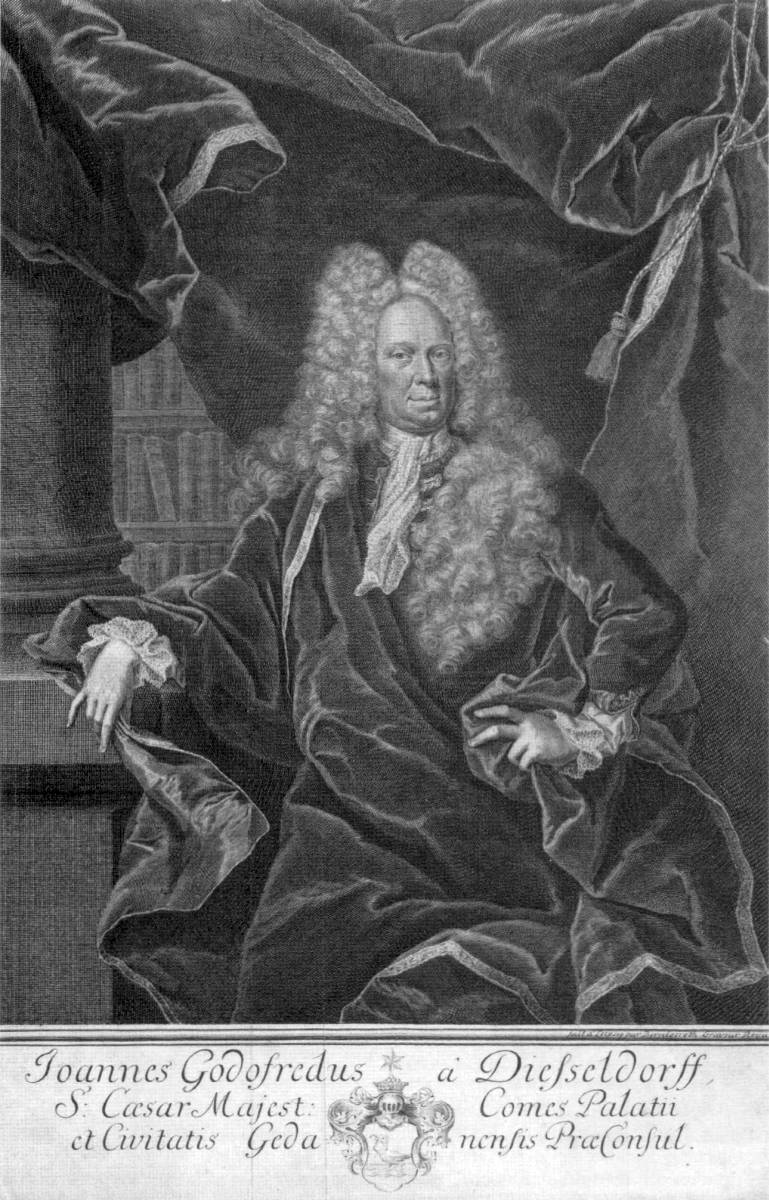

Johann Gottfried von Diesseldorf (auch „Joannes Godofredus“; Nachname auch geschrieben: Diesseldorff, Dieseldorf, Disteldorf) (* 15. November 1668 in Danzig; † 29. Juli 1745 ebenda) war ein Danziger Gelehrter, dann Bürgermeister und Burggraf von Danzig.

## Leben
Sein Vater war der Kaufmann Johann von Diesseldorf, seine Mutter war Florentyna Holwel, Tochter von Joachim Holwel. Er erhielt eine gründliche Ausbildung an Realschulen in Toruń und Danzig sowie an deutschen (Leipzig, Frankfurt an der Oder) und niederländischen Universitäten. 1693 promovierte er in Leipzig und lehrte anschließend an der dortigen Universität. Später wurde er Professor an der Akademischen Mittelschule in Danzig. Am 2. Juni 1699 heiratete er in Danzig Adelgunda († 2. September 1723), Tochter des Bürgermeisters Johann Ernst Schmieden. Nach ihrem Tod heiratete  er am 17. November 1726 Sophie Amalie von Bagge, die Tochter eines Beamten aus Sachsen-Coburg-Meiningen. 1700 wurde er zum Schöffen, 1707 zum Stadtrat gewählt und war ab 1720 Bürgermeister von Danzig; 1714, 1717, 1722, 1727, 1730 und 1740 amtierte er auch als königlicher Burggraf in der Stadt.
1696 verfasste er einen Nachruf auf Räymund Egger.
1698 schrieb er seine Doktorarbeit über die Jungfrau von Orleans. 1700 verfasste er die Disputation „De perditis in alea“. (Respondent: Johann Wahl)

Der Leipziger Kupferstecher Martin Bernigeroth († 1733) hat ihn porträtiert.

Als er Senatspräsident war, stiftete er dem südlich gelegenen Praust (Pruszcz Gdański) Ersatz für seine zerbrochene Glocke. Das vollbrachte der Glockengießer Michael Wittwerck  (1674–1732) in Danzig im Jahr 1730. „So berichtet die Inschrift. Die Glocke hat dann in der alten Ordenskirche von Praust bei Danzig, geläutet. Im Dritten Reich wurde sie, wie viele andere Glocken, konfisziert, wurde aber nicht zur Kanone umgeschmolzen, sondern blieb erhalten. Der Weg in die alte Heimat war versperrt. [Diese Glocke sollte mit zwei anderen Danziger Glocken im wiederhergestellten Lübecker Dorn läuten, aber sie passten klanglich nicht zusammen.] So lagerte diese Prachtglocke über vierzig Jahre in der Lübecker Petrikirche. Nun [seit 1993] soll sie auf dem Ostfriedhof in Kiel neu zum Klingen kommen.“
Sein Ruheplatz ist die Kirche der Heiligen Jungfrau Maria in Danzig.

## Namensträger
Es gab einen Moses Dieseldorff (geb. um 1772). 1815 wird Salomon Vormund für die Kinder des verstorbenen Moses Dieseldorff. Therese heiratete dann Siegmund Robinow. Viele Dieseldorffs gingen nach Guatemala.